# جرائم القتل في بحيرة بودوم
تعد جرائم القتل في بحيرة بودوم واحدة من أكثر قضايا القتل التي لم يتم حلها شهرة في التاريخ الجنائي الفنلندي. في 5 يونيو 1960، في بحيرة بودوم، قُتلت مايلا إرميلي بيوركلوند وأنجا توليكي ماكي البالغة من العمر 15 عامًا، وسيبو أنتيرو بويزمان البالغ من العمر 18 عامًا، بطعنات وصدمات حادة على رؤوسهم، أثناء نومهم داخل خيمة. تم العثور على الشاب الرابع، نيلز جوستافسون، الذي كان يبلغ من العمر 18 عامًا، خارج الخيمة مصابًا بكسور في عظام الوجه وطعنات. على الرغم من التحقيقات المكثفة، لم يتم التعرف على الجاني مطلقًا وتم تقديم نظريات مختلفة حول هوية القاتل على مر السنين. تم القبض على جوستافسون بشكل غير متوقع للاشتباه بارتكاب جرائم القتل في عام 2004، ولكن تم إثبات أنه غير مذنب في العام التالي.

## جرائم القتل
في يوم السبت 4 يونيو 1960، قرر أربعة مراهقين فنلنديين التخييم على طول شاطئ بحيرة بودوم (بالفنلندية: Bodominjärvi السويدية: Bodom träsk) بالقرب من مدينة أويتا مانور في إسبو. كانت مايلا إرميلي بيوركلوند وأنيا توليكي ماكي في الخامسة عشرة من عمرها في ذلك الوقت وكان برفقتهم صديقاهما البالغان من العمر ثمانية عشر عامًا، سيبو أنتيرو بويسمان ونيلز فيلهلم جوستافسون.  
في وقت ما بين الساعة 4:00 صباحًا والساعة 6:00 صباحًا (EET) خلال ساعات الصباح الباكر من يوم الأحد 5 يونيو 1960، تعرض كل من ماكي وبيوركلوند وبويسمان للطعن والضرب حتى الموت من قبل مهاجم مجهول. أصيب غوستافسون، الناجي الوحيد من المذبحة، بكسر في عظام الوجه، ويبدو أنه يؤكد قصته عن كونه ضحية. وصرح بعد ذلك أنه رأى لمحة عن مهاجم يرتدي ملابس سوداء وعيون حمراء زاهية قادمة من أجلهم. 
في حوالي الساعة 6:00 صباحًا، ورد أن مجموعة من الأولاد يراقبون الطيور على مسافة قريبة قد رأوا الخيمة تنهار ورجل أشقر يبتعد عن الموقع.  تم اكتشاف جثث الضحايا في حوالى الساعة 11:00 صباحا بواسطة نجار يدعى اسكو اويفا يوهانسون. وأبلغ الشرطة التي وصلت إلى مكان الحادث ظهرا. 

## التحقيق المبدئي

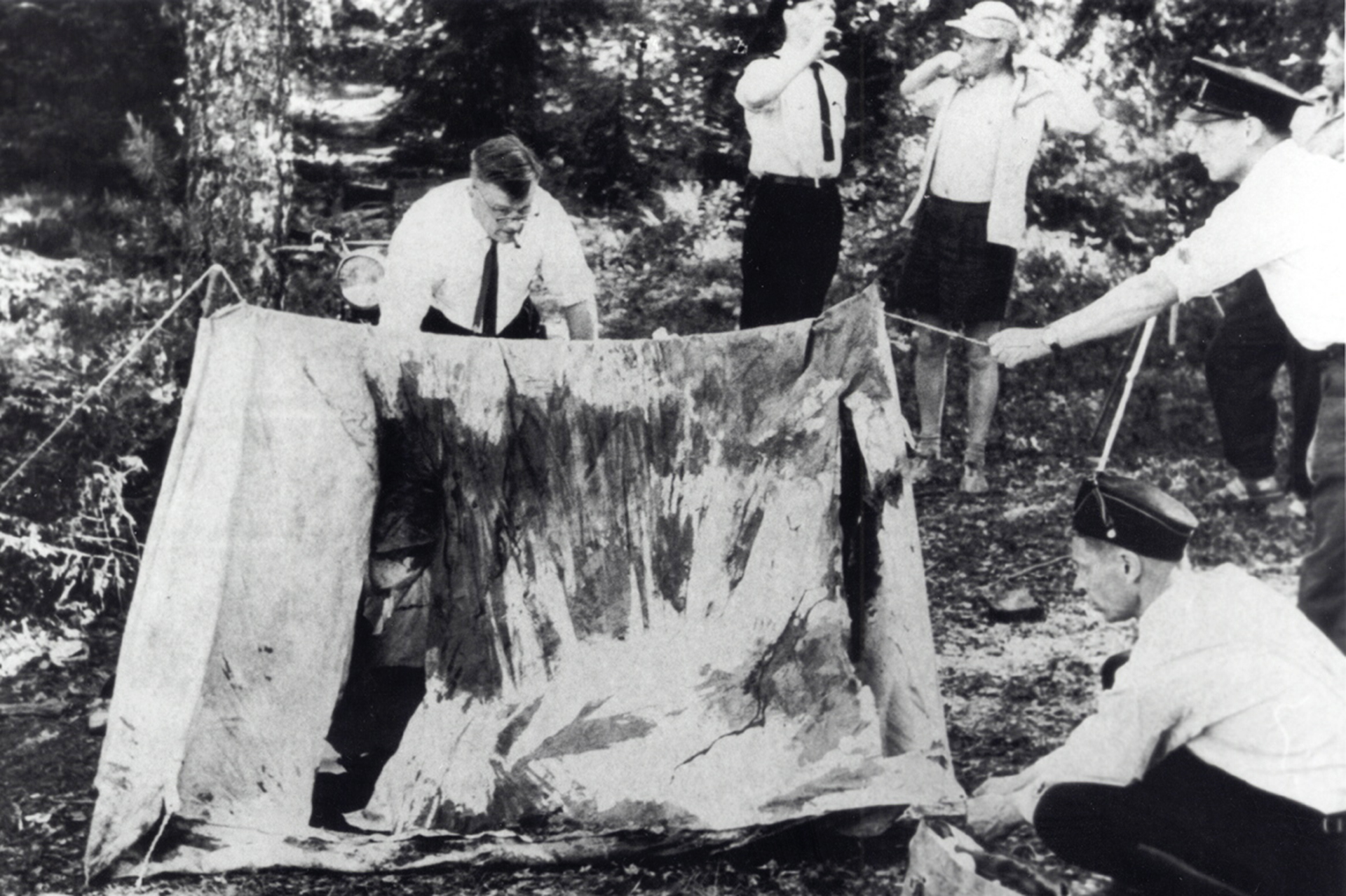
تم التحقيق في الخيمة مباشرة بعد جرائم القتل.

لم يجرح القاتل الضحايا من داخل الخيمة، ولكن بدلاً من ذلك هاجم الضحايا من الخارج بسكين وأداة حادة مجهولة الهوية (ربما صخرة) عبر جوانب الخيمة. لم يتم العثور على أسلحة القتل. أخذ القاتل العديد من الأشياء التي وجدها المحققون محيرة، بما في ذلك مفاتيح الدراجات النارية للضحايا، والتي تركوها وراءهم. تم إخفاء حذاء غوستافسون جزئيًا على بعد حوالي 500 متر من موقع القتل. لم تقم الشرطة بتطويق الموقع ولم تسجل تفاصيل المشهد (الذي ظهر لاحقًا على أنه خطأ فادح) وسمحت على الفور تقريبًا لحشد من ضباط الشرطة وغيرهم من الناس بالدوس حوله وتعطيل الأدلة. تفاقم الخطأ أكثر من خلال استدعاء الجنود للمساعدة في البحث حول البحيرة عن العناصر المفقودة، والتي لم يتم العثور على العديد منها مطلقًا.
تم العثور على بيوركلوند، صديقة جوستافسون، وهي عارية من الخصر إلى أسفل وكانت مستلقية على رأس الخيمة، وقد عانت من معظم الإصابات من بين جميع الضحايا. تم طعنها عدة مرات بعد وفاتها، بينما قُتل المراهقان الآخران بوحشية أقل. كما تم العثور على جوستافسون ملقى على قمة الخيمة.

## المشتبه بهم
كان هناك العديد من المشتبه بهم على مدار التحقيق في جرائم القتل في بحيرة بودوم، لكن فيما يلي أبرزهم.

### فالديمار جيلستروم
اشتبه العديد من السكان المحليين في أن كارل فالديمار جيلستروم، حارس كشك من أويتا معروف بأنه كان معاديًا للمخيمين. لم تعثر الشرطة على أدلة دامغة تربطه بجرائم القتل الفعلية. كانوا متشككين في الاعترافات المفترضة التي قيل أنه أدلى بها لأنهم اعتبروه مضطربًا. غرق في بحيرة بودوم عام 1969، وانتحر على الأرجح. كان الناس في البلدة يعرفون أن جيلستروم كان عنيفًا، يقوم بقطع الخيام، ورشق بالحجارة الأشخاص الذين جاءوا إلى شارعه، وقال البعض لاحقًا إن جيلستروم رأوه عائدًا من مسرح الجريمة، لكنهم كانوا خائفين جدًا من الاتصال بالشرطة بشأنه. لم تأخذ الشرطة الحمض النووي لجيلستروم أبدًا. كتاب صدر في عام 2006 يطرح النظرية بالتفصيل. يزعم الكتاب أيضًا أن الشرطة تجاهلت على الفور تقريبًا المزيد من الأدلة التي لم تكن معروفة من قبل للجمهور بسبب حواجز اللغة، من بين أمور أخرى.

### هانز أسمان
تركزت معظم شكوك الجمهور على هانز أسمان، الذي عاش على بعد عدة كيلومترات من شاطئ بحيرة بودوم. أصدرت سلسلة من الكتب الشعبية نظرية أن أسمان يرتكب جرائم قتل بودوم وجرائم قتل أخرى. لم تأخذ الشرطة الأمر على محمل الجد، حيث كان لدى أسمان حجة غياب ليلة القتل في بودوم (وقيل إنه كان في ألمانيا خلال وقت جريمة قتل أخرى). ومع ذلك، في صباح يوم 6 يونيو 1960، ظهر في مستشفى في هلسنكي بملابس دموية.

## اعتقال ومحاكمة نيلز جوستافسون
في أواخر مارس 2004، بعد 44 عامًا تقريبًا من الحدث، تم القبض على جوستافسون (ليس مشتبهًا في القضية على حد علم الجمهور). في أوائل عام 2005، أعلن مكتب التحقيقات الوطني الفنلندي أن القضية قد تم حلها بناءً على تحليل الطب الشرعي الجديد. وفقًا لتفسير النيابة لبقع الدم، كان غوستافسون مخمورًا وتم استبعاده من الخيمة عندما هاجم الصبي الآخر، مما أدى إلى كسر فكه في قتال تصاعد إلى ارتكابه ثلاث جرائم قتل.
بدأت المحاكمة في 4 أغسطس 2005. جادل محامي الدفاع عن جوستافسون بأن جرائم القتل كانت من عمل شخص أو أكثر من الخارج ، وأن غوستافسون لم يكن قادرًا على قتل ثلاثة أشخاص نظرًا لحجم إصاباته. كان معروفًا دائمًا أن الأحذية التي يرتديها القاتل ويخفيها على بعد 500 ياردة من الخيمة تخص غوستافسون ، الذي عُثر عليه حافي القدمين فوق الخيمة. كان تحليل الحمض النووي الحديث مهمًا للادعاء حيث أظهر أن دماء الضحايا الثلاثة القتلى كانت ملطخة بأحذية جوستافسون، لكن دماء جوستافسون كانت غائبة تمامًا.
وقالت النيابة إن ذلك جاء نتيجة عدم وجود دماء غوستافسون على الحذاء، وأن إصاباته حدثت في وقت مختلف عن الهجوم على الضحايا المقتولين، وأن التفسير الوحيد لذلك هو أن غوستافسون ارتكب جرائم القتل، ثم قام بتزييف الجريمة. قام بسرقة الأشياء عن طريق إخفائها، وجرح نفسه مرة أخرى ثم عاد إلى الخيمة حيث تظاهر (الآن حافي القدمين) بأنه فاقد للوعي. حاول الادعاء تعزيز قضيتهم من خلال الادعاء بتعريف اثنين من مراقبي الطيور لغوستافسون على أنه الرجل الأشقر الطويل في مسرح الجريمة، وأيضًا بعد عقد من الحدث كان قد تفاخر أمام امرأة عن جرمه.<undefined />
في 7 أكتوبر 2005، تمت تبرئة جوستافسون من جميع التهم. أوضحت المحكمة أنه بسبب أدلة الادعاء غير الحاسمة، وعدم إظهار غوستافسون للدافع المناسب لجريمة بالغة الخطورة، واليقين من أن الوقائع أصبحت مستحيلة الآن بالنظر إلى الوقت الذي انقضى. دفعت له دولة فنلندا 44900 يورو مقابل المعاناة العقلية التي سببتها فترة الحبس الاحتياطي الطويلة، لكن رُفض السماح له بمقاضاة الصحف الفنلندية بتهمة التشهير.